# Reinald III. Brederodski
Reinald III. Brederodski (* 4. september 1492 ; † 25. september 1556 v Bruslju ) je bil 11. svobodni gospod (»Baron«) Brederodski, visoko svododni gospod Vianenski, dedni mestni grajski grof Utrechta, gospod gospostva Ameide, lastnik in upravnik plemiškega dvora Amstelveen, glavni gozdarski mojster in lovski mojster grofije Holandije in svetnik v Državnem svetu Holandije.
Prav tako je imel Reinald III. pomembno funkcijo svetnika in komornika cesarja Karla V. Živel je na gradu Batenstein.

## Življenje
Reinald III. je bil sin Walravena II. Brederodskega, 10. Gospoda Brederodskega, dednega mestnega grajskega grofa Utrechta, visoko svobodnega gospoda Vianenenskega in Margarete Borselenske. Reinald  je bil poročen s Filipoto van der Marck, hčerko grofa Roberta II. van der Marcka .
Leta 1531 je bil izvoljen za člana reda zlatega runa. Reinnald je bil visoko svobodni gospod gospostva Vianen in Ameide kot  alodialne posesti v Holandiji. Vsaj sam je bil tega mnenja: Z gospostvi Vianen in Ameide je upravljal, kot da ne bi bili fevdi Nizozemske - kar so bili - in postavljal pravila na področju kovanja kovancev in pravosodja - do česar ni imel nobene pravice. S tem si je lastil pravico krvnega sodstva in pravico kovanja denarja. To ga je pripeljalo v konflikt s holandskim grofom. Konflikt je bil tudi zaradi Reinaldove zahteve po Grofiji Nizozemske. V Vianenu je ustanovil nov pravni upravni organ, pravosodno zbornico. Ta senat, neke vrste vrhovno sodišče, je bil ustanovljen po vzoru Velikega sveta Mechelena.  Nazadnje je bil Reinald zaradi svojeglavega vedenja obtožen, da je streljal na holandskega grofa. Najprej je bil obsojen na smrt, kasneje pa ga je cesar Karlom V. pomilostil.

## Slikarska zbirka
Reinald III. je živel v gradu Batestein v Vianenu od leta 1531, ko je začel izvajati svoj naziv 'gospod Vianenski'. Od leta 1418 je bil grad najbolj uporabljana rezidenca gospodov Brederodskih. Tu se je družina udobno namestila; tu so viseli portreti slavnih predhodnikov rodbine Brederodskih. Iz starih inventarnih seznamov je razvidno, kdo je tam visel. Nekatere portrete je zdaj mogoče videti v mestni hiši v Vianenu. Popis je bil sestavljen v času, ko je Reinaldov potomec Johan Wolfert Brederodski (1599-1655) živel v gradu Batestein. 

## Družinska grobnica
Reinald III. Brederodski je umrl leta 1556, njegov grob je v družinski kripti v Onze Lieve Vrouw ten Hemelopneming-kerk, današnji reformirani cerkvi v Vianenu. Tam je bila po smrti leta 1537 pokopana tudi njegova žena Filipota van der Marck. Ob njeni smrti je Reinald na grobu dal postaviti impresiven spomenik. Nagrobna skulptura je sestavljena iz dveh plošč: zgornja prikazuje pokojnika, oblečenega v kamen, spodnja pa razpadajoče telo. Slednje se imenuje 'transi': podoba, ki predstavlja minljivost življenja. Tak "dvonadstropni grob" je bil pogostejši v 16. stoletju in je bil namenjen opominjanju bližnjih na minljivost življenja, slave in bogastva.
Grobnica Reinalda III. je bila leta 1584 močno poškodovana. To so storili vojaki Stadtholderja Viljema Oranskega. Stadtholder je verjel, da je upravičen do Vianena, na podlagi oporoke Henrika II. Brederodskega - "Grote Geusa" - iz leta 1564. Ta drugi sin Reinalda III. je umrl brez otrok in od takrat je vladala zmeda glede dediča. Leta 1577 se je dedinja, Henrikova nečakinja Geertruid Bronkhorstska, močno sprla s princem in njegovi vojaki so zasedli mesto. Problem je bil "rešen" z atentatom na Viljema Oranskega leta 1584.

## Družina in potomstvo
S svojo ženo Filipoto je Reinald imel  deset potomcev, vključno z njegovim naslednikomi, grofom Henrikom II. Brederodskim (* 1531; † 1568), »velikim Geusenom«. Poleg tega je imel Reinald še deset nezakonskih potomcev, vključno z vodje  Geusenov Lancelotom Brederodskim († 1573) in Reinaldom IV. Brederodskim (1548-1633), gospodarjem Bolswaarda in prednikom gospodov in kasnejših cesarskih grofov Bolswaerta.
Njegovi otroci  z zakonito ženo so bili:
- Helena (1527/28 – Antwerpen  1572); ∞  (Antwerpen  1549) s Tomažem Perrenot de Granvelle (Besançon  1521 – Antwerpen  1571), sinom Nikolaja Perrenot de Granvelle
- Henrik II.   (1531 – 1568), visoko svobodni gospod Brederodski, Vianenski in gospostva Ameide
- Antonija Penelopa (umrla po 1591); ∞  I.  (1547) grof Henrik Isenburški (umrl Walem (1554); ∞  II. Kornelis Gistelski (Corneille de Ghistelles)
- Frančiška
- Johana (umrla 1573) ∞  (1551) Joost Bronckhorstski (umrl po 1598)
- Ludvik (umrl Saint-Quentin  1557)
- Margareta (umrla Namur (1554); ∞  (1542) grof Peter Ernst Mansfeld-Friedeburški (1517 – 1604)
- Filip (umrl Milano 1554)
- Reinald
- Robert (umrl na  Bavarska 1566)

Poleg tega je imel še večje število nezakonskih otrok:
- Z  Ano Simonsdochter, sestro Kornelije (Neeltje) Simonsdochter, ∞  z Dirck Volkertsz. Coornhert:
  - Anna; ∞  z  Gijsbertom Schotenskim
  - Artus (umrl  1592); ∞  (Haarlem 1560) Ana van der Laan
  - Franc (umrl pred 1589); ∞  Henrika Wildska (1521 – 1613)
  -  Lancelot  (umrl 1573)
  - Lukrecija (umrla po 1544); ∞  (1539) Janez Haeftenski (umrl po 1584), gospod Gamerenski
  - Margareta (umrla  1574); ∞  Roelof Grauwert (umrl Vianen 1572), gospod Weerdestein
- S Katarino Goossens Holtensko (Wezel 1523 – Vianen 16. janura 1584). Po nekaterih virih naj bi se poročila na skrivaj 1541.
  - Sandrina (Vianen 1539 – Wijk bij Duurstede  1617); ∞  1) Albert Presikhovenski; ∞ 2) Maksimilijan Wutter Leminge; ∞  3) Maksimilijan Tordesillas; por. 4) Maksimilijan Lignaro
  - Filip (roj. Vianen 1541
  - Sarah (Santpoort 1544 –  1631); ∞  1) (Santpoort pred 1567) Albert Egmond-Merensteinski (1540 – 1595); ∞  2) Amelis Utenengh (umrl 1611)
  - Reinald (Vianen 1548 – Lexmond 1633), gospod Bolswaardski, prednik nezakonske veje Brederodsko - Bolswaertskih; [1] ∞  (Vuren  1585) Josina Arkelska Asperenska (1560 – 1601)

## Galerija slik
- Reinald III. Brederodski na konju; naslikal njegov sodobnik Cornelis Antonisz
- Družinska grobnica Brederodskih v  Vianenu
- Grb (ščit) Gospodov Brederodskih